# Sadakichi Hartmann

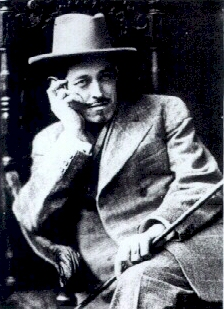
Sadakichi Hartmann fotografiert von Benjamin J. Falk um 1899

Carl Sadakichi Hartmann (* 8. November 1867 auf Dejima, Nagasaki, Japan; † 22. November 1944 in Saint Petersburg, Florida, USA) war ein amerikanischer Dichter, Essayist und Kunstkritiker, Bühnenautor und Schauspieler deutsch-japanischer Abstammung. Er war ein bekanntes Mitglied der Greenwich Village-Bohème von New York.

## Leben
Sadakichi Hartmann wurde auf der in der Bucht von Nagasaki gelegenen Halbinsel Dejima als Sohn des deutschen Kaufmanns Carl Herman Oskar Hartmann geboren. Seine japanische Mutter Osada Hartmann starb bei oder kurz nach seiner Geburt und Hartmann und sein Bruder Taru wurden zu ihrem wohlhabenden Onkel Ernst Hartmann nach Hamburg geschickt. Hartmann besuchte ein Internat in Steinwerder. Der Fünfzehnjährige sollte auf Wunsch des nach Deutschland zurückgekehrten Vaters die Marineakademie in Kiel besuchen, flüchtete aber nach drei Monaten nach Paris und wurde enterbt. Er wurde 1882 zu einem Onkel in Philadelphia geschickt. Dort arbeitete er als Hilfsarbeiter in Druckereien und bildete sich nebenbei fort. Er besuchte die Mercantile Library und ging für kurze Zeit auf das Spring Garden Institute. Er besuchte 1884 Walt Whitman, der im nahen Camden lebte und wurde ein Freund und Sekretär des Dichters. Nach Whitmans Tod 1892 veröffentlichte Hartmann umstrittene (angebliche) Gespräche mit dem Dichter. In seiner eigenen Dichtung zunächst sehr stark von Whitman beeinflusst, wandelte er sich bald zu einem Anhänger des französischen Symbolismus. Er hatte die Dichtung von Arthur Rimbaud und Stéphane Mallarmé in Europa kennengelernt, das er Ende der 1880er, Anfang der 1890er Jahre häufig besuchte.
Nach einem Selbstmordversuch heiratete er 1891 seine Krankenschwester Elizabeth Blanche Walsh, die unter dem Pseudonym Elizabeth Breuil Theaterautorin wurde. Sie zogen von New Yorks Greenwich Village nach Boston, Hartmann gründete ein eigenes Magazin, The Art Critic, und er nahm 1894 die amerikanische Staatsbürgerschaft an. Der  Theaterkritiker James Gibbons Huneker nannte sein kontroverses Stück Christ (1893) „die kühnste aller dekadenten Produktionen.“  Hartmann hatte fünf Kinder aus seiner 1910 geschiedenen Ehe. Walsh sagte selbst nach der Trennung über ihn: „Er war zu drei Teilen Genie und zu einem Teil Teufel, und ich liebte all vier Teile.“ Er hatte außerdem einen Sohn mit der Dichterin Anne Throop und noch sieben Kinder mit der Künstlerin Lillian Bohham, mit der er von 1911 bis 1916 in Elbert Hubbards Roycroft-Künstlerkolonie in East Aurora, New York zusammenlebte. Die meisten seiner Kinder benannte er nach Blumen oder Kräutern.

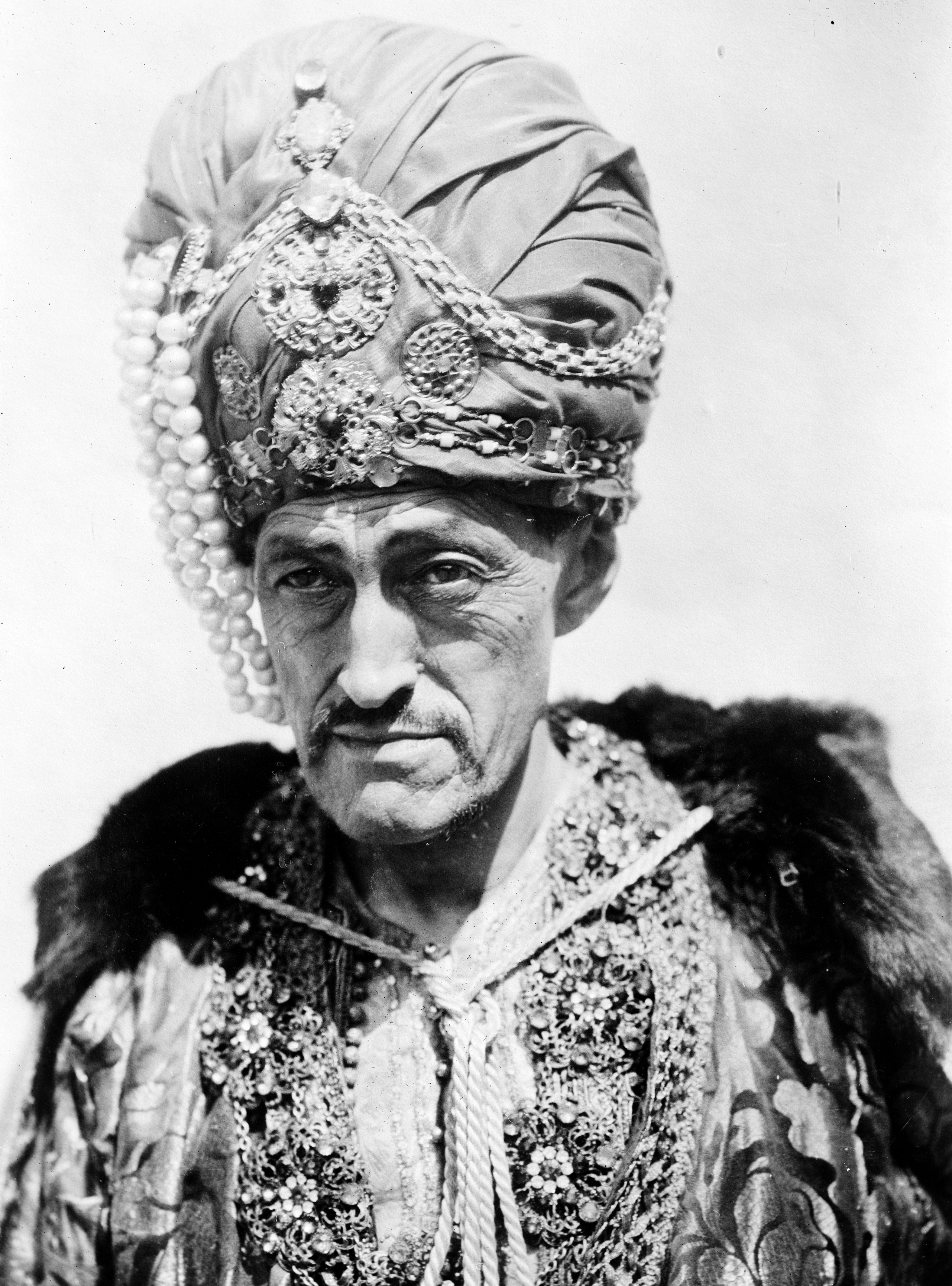
Sadakichi Hartmann als Hofmagier in Der Dieb von Bagdad, 1924

Hartman bewegte sich in anarchistischen Kreisen, war mit Emma Goldman und Alexander Berkman befreundet und verfasste Artikel für Mother Earth. Er gehörte mit seinem Kumpanen Hippolyte Havel zu den regelmäßigen Besuchern des Ferrer Center, eines Treffpunkts für Radikale und Künstler. Dort führte er „Parfümkonzerte“ und Handtänze auf. Die von ihm ausgeheckten Streiche genossen Legendenstatus; so soll er sich als japanischer Prinz verkleidet haben und die Stadt New York dazu gebracht haben, ihm eine Parade auf dem Broadway zu organisieren.
Nach dem Ersten Weltkrieg brachte Hartmann nicht mehr viel Interesse für bildende Kunst auf. Er hielt allerdings im ganzen Land weiterhin populäre Vorträge über Fotografie. 1916 ging er nach San Francisco, wo er sich um Engagements bemühte. 1919 nach New York zurückgekehrt, versuchte er es 1923 erneut an der Westküste und ging nach Los Angeles. 1923 verfasste er ein erstes Drehbuch zu Don Quijote, konnte aber keinen Produzenten für den Film finden. John Barrymore verschaffte ihm 1924 eine Rolle als Hofmagier in dem Douglas Fairbanks-Film Der Dieb von Bagdad. Barrymore nannte Hartmann einen „lebenden Freak..., von Mephistopheles aus Madame Butterfly gezeugt.“ Im selben Jahr zog Hartmann, der zunehmend unter Asthma litt, kurzfristig in das für ihn klimatisch verträglichere, kalifornische Beaumont. Hartmann zog von Ort zu Ort, seine letzten Lebensjahre verbrachte der alkoholkranke Hartmann bei einer Tochter im kalifornischen Banning, an der Grenze zum Morongo-Indianerreservat (ab 1938), und widmete sich der Pastellmalerei. Als Künstler und Autor in Vergessenheit geraten, wurde er während des Zweiten Weltkrieges vom FBI aufgrund seiner japanischen Herkunft überwacht. Als er nachts umherwanderte um Karten der Sternbilder zu zeichnen, wurde ihm nachgesagt, japanischen Bombern Signale zu senden.
Sadakichi Hartmann starb am 21. November 1944 während des Besuchs bei einer Tochter in Saint Petersburg, Florida. Der begeisterte Briefeschreiber hinterließ eine beträchtliche Korrespondenz, die erst Jahre nach seinem Tod gesichtet wurde.

## Werk
Hartmann schrieb u. a. über das Theater für das Theatre Magazine (1890), über Zola und über die Concourts für The Boston Evening Transcript (1893). Kunstkritiken erschienen in Musical America, The Daily Tatler (1896), Criterion (1898), International Studio (1906–08). Er schrieb auch für seine eigenen Zeitschriften The Art Critic (1893–94), Art News (1897) und The Stylus (1909–10). 350 Skizzen des New Yorker Lebens erschienen in der New Yorker Staatszeitung (1898–1902).
Als Fotografiekritiker verfasste er hunderte von Arbeiten für verschiedene Zeitschriften, er schrieb über Frank Eugene und Zaida Ben-Yusef, F. Holland Day, Rudolf Eickemeyer Jr., Gertrude Kasebier, Clarence Hudson White und Frederick I. Monsen für The Photographic Times, über Maude Wilson in Photo-Era und verfasste unter dem Pseudonym „Sidney Allan“ zahlreiche Aufsätze für Alfred Stieglitz’ Magazin Camera Work zur Entwicklung und Geschichte der Fotografie.
Hartmanns Auffassung, dass Thomas Eakins und Winslow Homer die bedeutendsten bildenden Künstler Amerikas seien (Musical America 1895), stieß zunächst auf völliges Unverständnis. Er schrieb als Kunstkritiker über die Künstler der Ash Can School wie Robert Henri, Arthur B. Davies, George Luks, Maurice Predergast und andere unbekannte und wenig geachtete Künstler wie Thomas Dewing, Albert Pinkham Ryder und Abbott Thayer. 1911 verteidigte er den Maler Max Weber.
1903 erschien Japanese Art, das bereits ein Kapitel über die Rezeption japanischer Kunst im Westen enthielt. Hartmann schrieb früh über japanische Dichtung und auch seine Anthologie von Haiku- und Tanka-Gedichten von 1915 war als erste in englischer Sprache eine Pionierarbeit.

## Werke (Auswahl)
- 1893: Christ: A Dramatic Poem in Three Acts. Boston.
- 1895: Conversations with Walt Whitman. E.P. Coby, New York. Als Sadakichi.
- 1896: A Tragedy in a New York Flat: A Dramatic Episode in Two Scenes. New York.
- 1897: Buddha: A Drama in Twelve Scenes. New York.
- 1899: Schopenhauer in the Air: Seven Stories. New York.
- 1900: Shakespeare in Art. L.C. Page, Boston.
- 1902: A History of American Art. 2 Bände. L.C. Page, Boston.
- 1903: Japanese Art. L.C. Page, Boston. (bei archive.org)
- 1904: Drifting Flowers of the Sea and Other Poems to Elizabeth Blanche Walsh. (bei Google books)
- 1908: Schopenhauer in the Air: Twelve Stories. Stylus Publ., Rochester, NY.
- 1909: Composition in Portraiture. E.L. Wilson, New York. Als Sidney Allen
- 1910: Landscape and Figure Composition Baker &  Taylor, New York (bei Google books)
- 1910: The Whistler Book. L.C. Page, Boston (bei archive.org)
- 1913: My Rubaiyat. Mangan Printing, St. Louis (bei archive.org)
- 1915: Permanent Peace: Is it a Dream?
- 1916: Tanka and Haikai: Japanese Rhythms. San Francisco. Rev. Ausgabe 1920. Rev., als Japanese Rhythms, 1926. (bei archive.org)
- 1920: The Last Thirty Days of Christ. Privatdruck, New York (bei Google books)
- 1921: A Note on the Portraits of Walt Whitman. At the Sign of the Sparrow, New York.
- 1923: Confucius: A Drama in Two Acts. Privatdruck, Los Angeles.
- 1927: Passport to Immortality. Beaumont, Cal.
- 1930: Seven Short Stories. Cloister Press, Beaumont, Cal.
- 1931: My Crucifiction: Asthma for 40  Years. Cloister Press of Hollywood, Tujunga, Cal.
- 1934: Moses: A Drama in Six Episodes.
- 1940: Strands and Ravelings of the Art Fabric. Author’s Edition, Hollywood, Cal.
- 1971: George Knox, Harry W. Lewton (Hrsg.): White Chrisantheniums: Literary Fragments and Pronouncements. Herder & Herder, New York.
- 1976: George Knox, Harry W. Lawton (Hrsg.):  The  Whitman-Hartmann Controversy. Peter Lang, Frankfurt am Main.
- 1978: Harry W. Lawton, George Knox (Hrsg.): The Valiant Knights of Daguerre: Selected Critical Essays on Photography and Profiles of Photographic Pioneers. University of California Press, Berkeley. (bei Google books)

## Filmografie
- 1924: Der Dieb von Bagdad (The Thief of Bagdad)